# Кіліманджаро (аеропорт)
Міжнародний аеропорт Кіліманджаро (англ. Kilimanjaro International Airport, (IATA: JRO, ICAO: HTKJ)) — міжнародний аеропорт на півночі Танзанії, який обслуговує міста Аруша та Моші. Аеропорт грає важливу роль в туристичній індустрії регіону, надаючи транспортні послуги туристам, які подорожують в Національний парк гора Кіліманджаро, Національний парк Аруша, Національний парк Тарангіре, Національний парк озера Маньяра, заповідник Нгоронгоро, національний парк Серенгеті тощо. Аеропорт називає себе «Воротами до дикої спадщини Африки»(англ. Gateway to Africa’s Wildlife Heritage).

## Історія
Аеропорт Кіліманджаро був відкритий 2 грудня 1971 року, вартість його будівництва становила 13 млн дол. США. Будівництво фінансувалося довгостроковим кредитом італійського уряду.В 1998 році він став першим африканським аеропортом, який був приватизований. На кінець 2010- він є під орудою Kilimanjaro Airport Development Company.
19 лютого 2014 року уряди Танзанії та Нідерландів підписали угоду про реконструкцію аеропорту, включаючи його перони, рульові доріжки та будівлю терміналу. Загальна вартість проекту приблизно € 35,5 млн, з яких € 15 млн виділяє уряд Нідерландів, а решта — уряд Танзанії. Проект було завершено в 2017 році.

## Авіалінії та напрямки
| Авіакомпанія          | Пункт призначення                                  |
| --------------------- | -------------------------------------------------- |
| Air Tanzania          | Дар-ес-Салам, Ентеббе (з 26 серпня 2018), Занзібар |
| Airkenya Express      | Найробі-Вілсон                                     |
| Coastal Aviation      | Аруша, озеро Маньяра, Мванза, Серонера, Занзібар   |
| Condor                | Франкфурт1                                         |
| Ethiopian Airlines    | Аддис-Абеба                                        |
| Fastjet Tanzania      | Дар-ес-Салам                                       |
| flydubai              | Дубай                                              |
| Kenya Airways         | Найробі                                            |
| KLM                   | Амстердам2                                         |
| Precision Air         | Дар-ес-Салам, Ентеббе, Мванза, Найробі, Занзібар   |
| Qatar Airways         | Доха3                                              |
| Regional Air Services | Аруша, озеро Маньяра                               |
| RwandAir              | Кігалі                                             |
| Safarilink Aviation   | Найробі-Вілсон                                     |
| Turkish Airlines      | Стамбул-Ататюрк4                                   |

Примітки:
 1: Рейси Condor з Кіліманджаро у Франкфурт роблять зупинку в Момбасі. Однак, авіакомпанія не має дозволу перевозити пасажирів тільки на ділянці від Кіліманджаро до Момбаси. 
 2: Рейси KLM з Кіліманджаро в Амстердам роблять зупинку в Дар-ес-Саламі або Кігалі. Однак, авіакомпанія не має права перевозити пасажирів виключно між цими двома містами. 
 3: Рейси Qatar Airways в Доху здійснюють посадку в Занзібарі. Однак, авіакомпанія не має права перевозити пасажирів виключно між Кіліманджаро і Занзібар. 
 4: Рейси Turkish Airlines в Стамбул здійснюють посадку в Момбасі. Однак, авіакомпанія не має права перевозити пасажирів тільки між Кіліманджаро і Момбаса.